# Bản Mù
Bản Mù là một xã thuộc huyện Trạm Tấu, tỉnh Yên Bái, Việt Nam.

## Địa lý
Xã Bản Mù nằm ở phía nam huyện Trạm Tấu, có vị trí địa lý:
- Phía đông và nam giáp tỉnh Sơn La
- Phía tây giáp các xã Hát Lừu, Bản Công và tỉnh Sơn La
- Phía bắc giáp các xã Làng Nhì, Pá Hu, Xà Hồ.

Xã Bản Mù có diện tích 122,75 km², dân số năm 2019 là 5.690 người, mật độ dân số đạt 46 người/km².

## Hành chính
Xã Bản Mù được chia thành 8 thôn: Giàng La Pán, Háng Chi Mua, Khâu Ly, Mông Đơ, Mông Xi, Mù Cao, Păng Dê, Tà Ghênh.